# Kool Rock Steady
Kool Rock Steady (* in New York; † 1996; eigentlich Edward Rudolph) war ein US-amerikanischer Rapper. Er war ein Cousin von Afrika Bambaataa und wuchs in Chicago auf, wo er mit der heimischen Houseszene und dem Chicagoer Housemusic-Label D. J. International in Berührung kam. So produzierten für ihn Leute wie Tyree Cooper, Joe Smooth oder Julian Jumpin’ Perez, die ebenfalls auf dem Label D. J. International veröffentlichten.
Zu seinen Veröffentlichungen gehören zum Beispiel Turn Up the Bass (von Tyree Cooper, dem selbsternannten „Prince of Hip House“, produziert), You Ain’t Nobody (ein Diss-Track gegen KRS-One, weil dieser sich in den Medien damals negativ über Hip House äußerte) oder The Other Side of Me, der eindeutig in die Gangsta-Rap-Kategorie einzuordnen ist. Kool Rock Steady veröffentlichte Mitte der 90er diverse Tracks, darunter auch einen Remix von Turn Up the Bass zusammen mit Too Kool Chris. Der kommerzielle Erfolg blieb im Vergleich mit dem Original von Tyree Cooper allerdings aus.
Kool Rock Steady war am ehesten das, was man heute einen „Battle Rapper“ nennen würde. Sein textlicher Spielraum umfasste Gangsterism, Tanz- und Partyanfeuerung und das „Dissen“ von anderen Rappern.
1996 verstarb Kool Rock Steady an den Folgen von AIDS.
| Personendaten    | Personendaten                     |
| ---------------- | --------------------------------- |
| NAME             | Kool Rock Steady                  |
| ALTERNATIVNAMEN  | Rudolph, Edward (wirklicher Name) |
| KURZBESCHREIBUNG | amerikanischer Rapper             |
| GEBURTSDATUM     | 20. Jahrhundert                   |
| GEBURTSORT       | New York, Vereinigte Staaten      |
| STERBEDATUM      | 1996                              |